# Ecuador (canción)
Ecuador es una canción producida por el grupo de DJs alemán Sash! junto a DJ Rodríguez. Fue lanzado en abril de 1997 como el tercer sencillo de su álbum debut, It's My Life - The Album (1997). La canción se convirtió en un éxito internacional, alcanzando el número uno en Flandes, Rumania, Bulgaria y Escocia, así como en las listas de éxitos de discotecas estadounidenses y canadienses. Alcanzó el top 20 en más de diez países en todo el mundo.

## Rendimiento comercial
En el Reino Unido, «Ecuador» alcanzó el puesto número dos en la lista de singles del Reino Unido y ganando Sash! una certificación de platino por ventas y streams superiores a 600,000 unidades. El sencillo alcanzó el número uno en la región de Flandes de Bélgica, Rumania y Escocia y el top 10 en Dinamarca, Finlandia, Alemania, Irlanda, los Países Bajos, Noruega, Suecia y Suiza. También alcanzó el top 20 en Austria, Francia e Islandia. En el Eurochart Hot 100 alcanzó el puesto número tres, en los Estados Unidos la canción fue el segundo número uno en la lista Dance Club Songs para Sash!. Fue un éxito de baile más exitoso en Canadá, convirtiéndose en el primer número uno de Sash! en RPM Dance Chart, permaneciendo en la primera posición durante cuatro semanas y terminando el año como el segundo sencillo de baile más exitoso de Canadá, detrás de «If You Could Read My Mind».

## Listas

### Listas semanales
| Lista (1997–2016)                      | Peak posición |
| -------------------------------------- | ------------- |
| Australia (ARIA)                       | 52            |
| Austria (Ö3 Austria Top 40)            | 16            |
| Bélgica (Flandes) (Ultratop 50)        | 1             |
| Bélgica (Valonia) (Ultratop 50)        | 2             |
| Dinamarca (IFPI)                       | 3             |
| Europa (Eurochart Hot 100)             | 3             |
| Finlandia (OFC)                        | 3             |
| Francia (SNEP)                         | 12            |
| Alemania (Offizielle Deutsche Charts)  | 7             |
| Islandia(Íslenski Listinn Topp 40)     | 12            |
| Irlanda (IRMA)                         | 4             |
| Países Bajos (Dutch Top 40)            | 8             |
| Países Bajos (Mega Single Top 100)     | 8             |
| Nueva Zelanda (Recorded Music NZ)      | 40            |
| Noruega (VG-lista)                     | 4             |
| Rumania (Romanian Top 100)             | 1             |
| Escocia (Scottish Singles Sales Chart) | 1             |
| Suecia (Sverigetopplistan)             | 4             |
| Suiza (Schweizer Hitparade)            | 8             |
| Reino Unido (UK Singles Chart)         | 2             |
| Estados Unidos (Hot Dance Club Songs)  | 1             |

### Listas de fin de año
| Listas (1997)                     | Posición |
| --------------------------------- | -------- |
| Bélgica (Ultratop 50 Flanders)    | 5        |
| Bélgica (Ultratop 50 Wallonia)    | 12       |
| Canada Dance/Urban (RPM)          | 2        |
| Europa (Eurochart Hot 100)        | 29       |
| Francia (SNEP)                    | 56       |
| Alemania (Official German Charts) | 50       |
| Países Bajos(Dutch Top 40)        | 45       |
| Países Bajos(Single Top 100)      | 50       |
| Rumania (Romanian Top 100)        | 10       |
| Suecia (Sverigetopplistan)        | 36       |
| Suiza (Schweizer Hitparade)       | 45       |
| Reino Unido Singles (OCC)         | 27       |